# Falling into You
Falling Into You (en español: Cayendo en ti) es el cuarto álbum de estudio en inglés y vigésimo primero en total de la cantante canadiense Céline Dion, lanzado a mediados de 1996. El álbum fue un gran éxito de ventas y de crítica, ganando dos Premios Grammy en las categorías de "Mejor álbum vocal de pop y "Álbum del año", ambos en 1997. Fue el álbum récord más vendido de ese año y se convirtió en la primera producción de Céline Dion que llegó al puesto número uno de la lista Billboard 200, permaneciendo dentro de los primeros diez lugares durante 59 semanas; su siguiente álbum "Lets Talk About Love" continuó el récord posicionándose en el #1 de ventas y listas.
Actualmente es uno de los álbumes más vendidos de la historia, con aproximadamente treinta y dos millones de copias en el mundo.

## Información del álbum
"Falling Into You" fue el álbum con el que Dion por fin logró establecer su popularidad mundial y mostró mayor progresión en su música. En un intento para llegar a un público más amplio, el álbum combina muchos elementos en la orquestación como violines, guitarras españolas, saxofones, y arreglos de cuerda de Paul Buckmaster que dieron un nuevo sonido al álbum, además de los coros que fueron cantados por africanos, por lo que fueron de bajo costo.
Las canciones abarcan una gran variedad de estilos musicales, como "River Deep, Mountain High" un cover de Tina Turner hace prominente los instrumentos de percusión, "It's All Coming Back to Me Now" (una canción escrita por Jim Steinman y anteriormente grabada por Pandora's Box) y la versión de Eric Carmen "All by Myself" dejaban una atmósfera de Soft-Rock en el álbum, además del típico uso del piano en la balada "Because You Loved Me", escrita por Diane Warren y que sirvió de banda sonora para la película Up Close & Personal en 1996. También se puede distinguir el uso del saxofón en la balada "Falling Into You".
Dion también interpretó el clásico de Aretha Franklin "(You Make Me Feel Like) A Natural Woman".
En el álbum también se incluyeron tres canciones traducidas al inglés de su álbum D'eux: "If That's What It Takes", "I Don't Know" y "Fly".
La popularidad internacional de Dion se solidificó cuando interpretó el himno de los juegos olímpicos "The Power of the Dream" en la ceremonia de inauguración en 1996, delante de 100.000 personas y más de tres millones y medio de televidentes desde sus hogares. Dion donó el dinero que recibió al equipo canadiense para apoyar a sus atletas.
La canción está disponible en la compilación de Dion The Collector's Series Volume One.
Falling Into You ganó dos premios Grammy en 1997 en las categorías "Álbum del año" y "Mejor Álbum Pop" además de ganar diversos premios a través de todo el mundo.

## Personal
- Celine Dion - Vocals, arreglista
- Babyface - productor
- Roy Bittan - productor, arreglista
- Jeff Bova - productor, arreglista
- David Foster - productor, arreglista
- Humberto Gatica - productor, ingeniero
- Jean-Jacques Goldman - productor, ingeniero
- Rick Hahn - productor, ingeniero
- Dan Hill - productor, ingeniero
- John Jones - productor, ingeniero
- Dirección de arte, diseño - Nancy Donald
- Coproductor: Steve Rinkoff
- Coordinador [Coordinación de producción] - David Barratt (3), Don Ketteler
- Diseño gráfico - Hooshik
- Ingeniero [Asistente] - Andy Tarr, DUG (3), David "Dibs" Shackney, Greg Pinto, John Genna, Osie Bowe
- Ingeniero [Asistente de mezcla, Asistente de grabación] - Chris Brooke
- Ingeniero [Asistente de mezcla] - Glen Marchese
- Ingeniero [Asistente de grabación] - Glen Marchese, Manu *
- Productor ejecutivo - John Doelp, Vito Luprano
- Masterizado por - Vlado Meller
- Mezclado por [Asistido por] - Chris Brooke
- Asistente de Jim Steinman - Charles Vasoll
- Hair Stylist - Louis Hechter
- Maquillaje - Johanne Gair, Thibault Vabre
- Estilista - Vivian Turner
- Fotografías - George Bodar, Randee St. Nicholas
- Productor: David Foster, Humberto Gatica, Jean-Jacques Goldman, Jim Steinman
- Programado por [Synclavier Programming] - Simon Franglen
- Grabado por - Erick Benzi, Humberto Gatica
- Grabado por [Voz principal] - Humberto Gatica

## Sencillos
| Año  | Título                           | Posiciones en las listas | Posiciones en las listas | Posiciones en las listas | Posiciones en las listas | Posiciones en las listas | Posiciones en las listas | Posiciones en las listas | Posiciones en las listas | Posiciones en las listas | Posiciones en las listas |
| Año  | Título                           | AU                       | BE                       | BE                       | CA                       | FRCIA                    | IRLDA                    | PB                       | RU                       | EE. UU.                  | EE. UU.                  |
| Año  | Título                           | AU                       | FL                       | WA                       | CA                       | FRCIA                    | IRLDA                    | PB                       | RU                       | Hot 100                  | AC                       |
| ---- | -------------------------------- | ------------------------ | ------------------------ | ------------------------ | ------------------------ | ------------------------ | ------------------------ | ------------------------ | ------------------------ | ------------------------ | ------------------------ |
| 1996 | "Falling into You" A             | 12                       | 20                       | 11                       | —                        | 11                       | 15                       | 21                       | 10                       | —                        | —                        |
| 1996 | "Because You Loved Me"           | 1                        | 5                        | 12                       | 1                        | 19                       | 2                        | 4                        | 5                        | 1                        | 1                        |
| 1996 | "It's All Coming Back to Me Now" | 8                        | 1                        | 10                       | 1                        | 13                       | 2                        | 4                        | 3                        | 2                        | 1                        |
| 1996 | "The Power of the Dream" B       | —                        | —                        | —                        | —                        | —                        | —                        | —                        | —                        | —                        | —                        |
| 1996 | "All by Myself"                  | 38                       | 14                       | 7                        | 7                        | 5                        | 8                        | 35                       | 6                        | 4                        | 1                        |
| 1997 | "Call the Man" C                 | —                        | 45                       | 26                       | —                        | —                        | 8                        | 45                       | 11                       | —                        | —                        |

A Lanzado en Australia y Europa solamente. 

B Lanzado en Japón.

C Lanzado en Europa solamente.

## Lista de canciones
| 63:64 |                                  |                                                     |                                          |          |  |
| N.º   | Título                           | Escritor(es)                                        | Producer(s)                              | Duración |  |
| 1.    | «It's All Coming Back to Me Now» | Jim Steinman                                        | Jim Steinman, Steven Rinkoff, Roy Bittan | 7:37     |  |
| 2.    | «Because You Loved Me»           | Diane Warren                                        | David Foster                             | 4:33     |  |
| 3.    | «Falling into You»               | Billy Steinberg, Rick Nowels, Marie-Claire D'Ubaldo | Steinberg, Nowels                        | 4:18     |  |
| 4.    | «Make You Happy»                 | Andy Marvel                                         | Ric Wake                                 | 4:31     |  |
| 5.    | «Seduces Me»                     | Dan Hill, John Sheard                               | Hill, Jones, Rick Hahn                   | 3:46     |  |
| 6.    | «All by Myself»                  | Eric Carmen, Serguéi Rajmáninov                     | Foster, John Fields                      | 5:12     |  |
| 7.    | «Declaration of Love»            | Michael Jay, Claude Gaudette                        | Wake                                     | 4:20     |  |
| 8.    | «Dreamin' of You»                | Aldo Nova, Peter Barbeau                            | Nova                                     | 5:07     |  |
| 9.    | «I Love You»                     | Nova                                                | Humberto Gatica, Jean-Jacques Goldman    | 5:30     |  |
| 10.   | «If That's What It Takes»        | Phil Galdston, Jean-Jacques Goldman                 | Gatica, Jean-Jacques Goldman             | 4:12     |  |
| 11.   | «I Don't Know»                   | Galdston, Jean-Jacques Goldman, J. Kapler           | Steinman, Rinkoff                        | 4:38     |  |
| 12.   | «River Deep, Mountain High»      | Phil Spector, Jeff Barry, Ellie Greenwich           | Steinman                                 | 4:10     |  |
| 13.   | «Call the Man»                   | Andy Hill, Peter Sinfield                           | Steinman, Rinkoff, Bova                  | 6:08     |  |
| 14.   | «Fly»                            | Galdston, Jean-Jacques Goldman                      | Gatica, Jean-Jacques Goldman             | 2:58     |  |

| Edición para Asia (Pista Adicional) |                                           |          |  |
| N.º                                 | Título                                    | Duración |  |
| 8.                                  | «(You Make Me Feel Like) A Natural Woman» | 3:40     |  |
| 16.                                 | «To Love You More»                        | 5:28     |  |

| Edición para Europa y Australia (Pista adicional) |                                           |          |  |
| N.º                                               | Título                                    | Duración |  |
| 8.                                                | «(You Make Me Feel Like) A Natural Woman» | 3:40     |  |
| 14.                                               | «Your Light»                              | 5:12     |  |

| Edición para Canadá (Pista Adicional) |              |          |  |
| N.º                                   | Título       | Duración |  |
| 13.                                   | «Your Light» | 5:12     |  |

| Edición para Japón (Pista Adicional) |                                           |          |  |
| N.º                                  | Título                                    | Duración |  |
| 8.                                   | «(You Make Me Feel Like) A Natural Woman» | 3:40     |  |
| 14.                                  | «Your Light»                              | 5:12     |  |
| 17.                                  | «To Love You More»                        | 5:28     |  |

| Edición para España y Latinoamérica (Pista Adicional) |                                           |          |  |
| N.º                                                   | Título                                    | Duración |  |
| 8.                                                    | «(You Make Me Feel Like) A Natural Woman» | 3:40     |  |
| 16.                                                   | «Sola Otra Vez»                           | 5:12     |  |

| Edición limitada para Asia (CD extra) |                                                         |          |  |
| N.º                                   | Título                                                  | Duración |  |
| 1.                                    | «The Power of the Dream»                                | 4:31     |  |
| 2.                                    | «Your Light»                                            | 5:12     |  |
| 3.                                    | «It's All Coming Back to Me Now» (Classic Paradise mix) | 8:15     |  |
| 4.                                    | «The Power of Love» (live)                              | 4:45     |  |
| 5.                                    | «River Deep, Mountain High» (live)                      | 3:29     |  |

| Edición limitada para Australia (primer CD extra) |                              |          |  |
| N.º                                               | Título                       | Duración |  |
| 1.                                                | «Because You Loved Me»       | 4:33     |  |
| 2.                                                | «I Don't Know»               | 4:38     |  |
| 3.                                                | «Pour que tu m'aimes encore» | 4:14     |  |
| 4.                                                | «Le ballet»                  | 4:25     |  |
| 5.                                                | «The Power of the Dream»     | 4:31     |  |

| Edición limitada para Australia (Segundo CD extra) |                                           |          |  |
| N.º                                                | Título                                    | Duración |  |
| 1.                                                 | «Everybody's Talkin' My Baby Down» (live) | 4:01     |  |
| 2.                                                 | «Love Can Move Mountains» (live)          | 4:53     |  |
| 3.                                                 | «If You Asked Me To» (live)               | 3:55     |  |
| 4.                                                 | «Only One Road» (live)                    | 4:49     |  |
| 5.                                                 | «Think Twice» (live)                      | 4:47     |  |
| 6.                                                 | «The Power of Love» (live)                | 5:43     |  |

## Listas

### Listas semanales
| Asia              |                           |    |
| Japón             | Oricon                    | 6  |
| América           |                           |    |
| Canadá            | Canadian Albums Chart     | 1  |
| Canadá            | RPM Albums Chart          | 1  |
| Estados Unidos    | Billboard 200             | 1  |
| Europa            |                           |    |
| Alemania          | Media Control Charts      | 5  |
| Austria           | Ö3 Austria Top 40         | 1  |
| Bélgica (Flandes) | Ultratop                  | 2  |
| Bélgica (Valonia) | Ultratop                  | 1  |
| Dinamarca         | Danish Albums Chart       | 9  |
| España            | PROMUSICAE                | 4  |
| Finlandia         | Suomen virallinen lista   | 9  |
| Francia           | Album Top 100             | 1  |
| Grecia            | Listas de Álbumes Griegos | 1  |
| Holanda           | MegaCharts                | 1  |
| Hungría           | Mahasz                    | 13 |
| Irlanda           | Top 75 Album Artist       | 2  |
| Italia            | Album Top 20              | 4  |
| Noruega           | VG-lista                  | 1  |
| Portugal          | Portugal Albums           | 2  |
| Reino Unido       | Albums Chart              | 1  |
| Suecia            | Sverigetopplistan         | 1  |
| Suiza             | Swiss Music Charts        | 1  |
| Oceania           |                           |    |
| Australia         | ARIA Charts               | 1  |
| Nueva Zelanda     | Album Top 40              | 1  |
| Mundo             |                           |    |
| Europa            | European Albums Chart     | 1  |

### Lista de fin de década
| 1990-1999      |               |   |
| América        |               |   |
| Estados Unidos | Billboard 200 | 6 |

## Certificaciones
| País           | Proveedor  | Año | Certificación          |
| Ásia           |            |     |                        |
| Japón          |            |     | Millón                 |
| América        |            |     |                        |
| Argentina      | CAFIP      |     | Platino                |
| Brasil         | ABPD       |     | Oro                    |
| Canadá         | CRIA       |     | Diamante               |
| Estados Unidos | RIAA       |     | 11× Platino (Diamante) |
| México         | AMPROFON   |     | Platino + Oro          |
| Europa         |            |     |                        |
| Austria        | FIIFA      |     | 2× Platino             |
| Alemania       | BVMI       |     | 5× Oro                 |
| Bélgica        | FIIFB      |     | 4× Platino             |
| España         | PROMUSICAE |     | 2× Platino             |
| Finlandia      | IFPI       |     | Platino                |
| Francia        | SNEP       |     | Diamante               |
| Hungría        | MAHASz     |     | Oro                    |
| Noruega        | IFPI       |     | 3× Platino             |
| Países Bajos   | AFP        |     | 6× Platino             |
| Polonia        | AFP        |     | Platino                |
| Reino Unido    | BPI        |     | 7× Platinum            |
| Suecia         | IFPI       |     | 2× Platino             |
| Suiza          | IFPI       |     | 3× Platino             |
| Oceanía        |            |     |                        |
| Australia      | ARIA       |     | 13× Platino            |
| Nueva Zelanda  | RIANZ      |     | 12× Platino            |
| Filipinas      | PARI       |     | 3× Platino             |
| Mundo          |            |     |                        |
| Europa         | IFFPI      |     | 9× Platino             |

## Historial de lanzamiento
| Región         | Fecha de lanzamiento | Sello                       | Formato | Catálogo    |
| -------------- | -------------------- | --------------------------- | ------- | ----------- |
| Australia      | 8 de marzo de 1996   | Sony Music, Epic, 550       | CD      | 4837922     |
| Europa         | 11 de marzo de 1996  | Sony Music, Columbia        | CD      | 4837922     |
| Estados Unidos | 12 de marzo de 1996  | Epic, 550                   | CD      | 67541       |
| Canadá         | 12 de marzo de 1996  | Sony Music, Columbia        | CD      | 67541       |
| Japón          | 14 de marzo de 1996  | Sony Music Japan, Epic, 550 | CD      | ESCA-6410   |
| Australia      | 20 de enero de 1997  | Sony Music, Epic, 550       | 2CD     | 6629669     |
| Corea del Sur  | 20 de enero de 1997  | Sony Music, Columbia        | 2CD     | CP2K-1784   |
| Europa         | 2 de octubre de 2009 | Sony Music, Columbia        | 2CD     | 88697593672 |